# Communauté de communes Val-de-Saône Chalaronne
La communauté de communes Val-de-Saône Chalaronne est une structure intercommunale française, située dans le département de l'Ain. 
Elle a été dissoute le 1er janvier 2017 à la suite de sa fusion avec la Communauté de communes Montmerle Trois Rivières pour former la Communauté de communes Val-de-Saône Centre.

## Historique
- 29 décembre 1993 : Création
- 29 mars 1996 : Aide aux communes ayant une démarche de sauvegarde des éléments du patrimoine local culturel ou historique d'intérêt communautaire
- 29 mars 1996 : Création d'un service de portage de repas à domicile pour les personnes âgées ou handicapées
- 1er janvier 2001 : Adhésion de la commune de Saint-Étienne-sur-Chalaronne
- 9 octobre 2001 : Élaboration, approbation, suivi et révision du schéma de cohérence territoriale ou de schéma de secteur
- 31 décembre 2001 : Nouvelle composition des délégués du conseil de communauté
- 31 décembre 2001 : Extension des compétences. Voir statuts
- 31 décembre 2001 : Modification des compétences. Voir statuts
- 1er janvier 2017 : disparition à la suite de la fusion avec la communauté de communes Montmerle Trois Rivières donnant naissance à la communauté de communes Val-de-Saône Centre[2].

## Composition
Elle était composée des communes suivantes :
| Nom                          | Code Insee | Gentilé     | Superficie (km2) | Population (dernière pop. légale) | Densité (hab./km2) |
| ---------------------------- | ---------- | ----------- | ---------------- | --------------------------------- | ------------------ |
| Thoissey (siège)             | 01420      | Thoisseyens | 1,34             | 1 671 (2014)                      | 1 247              |
| Garnerans                    | 01167      |             | 8,57             | 660 (2014)                        | 77                 |
| Illiat                       | 01188      | Illiatis    | 20,37            | 601 (2014)                        | 30                 |
| Mogneneins                   | 01252      |             | 8,57             | 779 (2014)                        | 91                 |
| Peyzieux-sur-Saône           | 01295      | Piéziacois  | 8,66             | 640 (2014)                        | 74                 |
| Saint-Didier-sur-Chalaronne  | 01348      | Désidériens | 24,98            | 2 799 (2014)                      | 112                |
| Saint-Étienne-sur-Chalaronne | 01351      |             | 20,99            | 1 529 (2014)                      | 73                 |

## Compétences

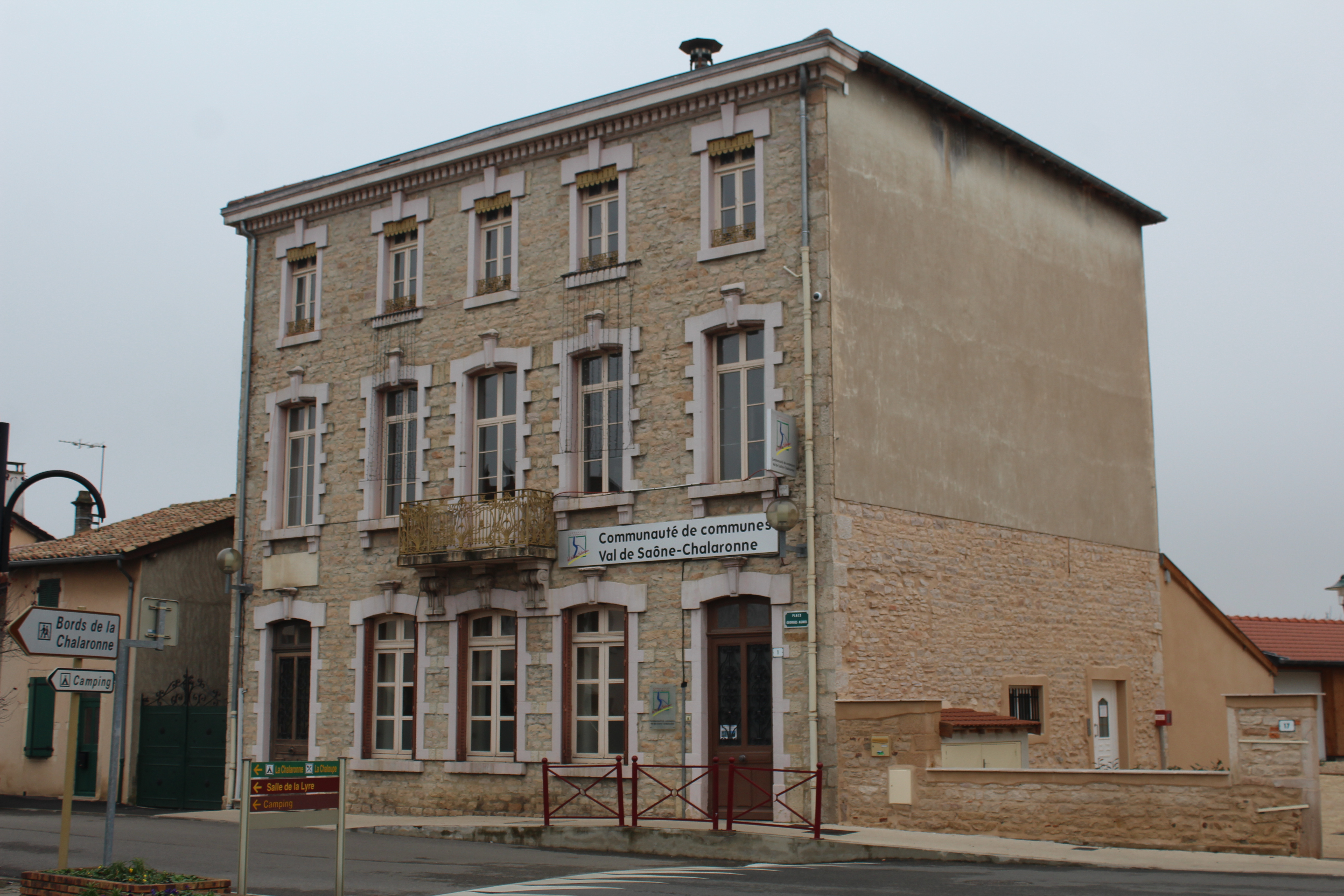
Siège à Saint-Didier-sur-Chalaronne.

- Assainissements collectif et non collectif
- Collecte et traitement des déchets des ménages et déchets assimilés
- Protection et mise en valeur de l'environnement
- Action sociale
- Création, aménagement, entretien et gestion de zone d'activités industrielle, commerciale, tertiaire, artisanale ou touristique
- Action de développement économique (Soutien des activités industrielles, commerciales ou de l'emploi, soutien des activités agricoles et forestières...)
- Construction ou aménagement, entretien, gestion d'équipements ou d'établissements culturels, socioculturels, socioéducatifs, sportifs
- Schéma de cohérence territoriale (SCOT)
- Schéma de secteur
- Création et réalisation de zone d'aménagement concerté (ZAC)
- Constitution de réserves foncières
- Création, aménagement, entretien de la voirie
- Opération programmée d'amélioration de l'habitat (OPAH)

## Pour approfondir